# مقدمه علم حقوق
مقدمهٔ علم حقوق و مطالعه در نظام حقوقی ایران، که به طور خلاصه مقدمه علم حقوق نامیده می‌شود، کتابی است از ناصر کاتوزیان که در بسیاری از دانشگاه‌های ایران تدریس می‌شود.

## سرفصل‌ها

### قواعد حقوق
- فصل اول: مبنا و هدف حقوق
- فصل دوم: اوصاف قاعده حقوقی
- فصل سوم: دانش حقوق و شاخه‌های آن
- فصل چهارم: منبع حقوق
- فصل پنجم: قلمرو اجرا حقوق

### حق فردی
- فصل اول: کلیات
- فصل دوم: اقسام حق
- فصل سوم: منبع حق فردی
- فصل چهارم: تملک و انتقال و زوال حق
- فصل پنجم: اجرای حق